# Juan Carlos Muñoz Navarro
Juan Carlos Muñoz Navarro (Peralillo, Chile, 4 de abril de 1968) es un exfutbolista chileno. Jugaba como delantero.

## Trayectoria
Nacido en Peralilló, en el sector de Puquillay, comenzó su carrera profesional defendiendo los colores de Deportes Santa Cruz en la Primera B chilena a finales de la década de los '80.Después de tener poca regularidad, jugó para Juventud Ferro de Chimbarongo y Unión Veterana de Peumo en la Tercera División A.
En 1991 firmó para Colchagua CD de la Primera B, luego de ser visto por el presidente de equipo en un torneo zonal, en donde destacó junto a su hermano Osvaldo. En La Herradura logró destacadas campañas, inclusive llegó a la Liguilla de Promoción del torneo de 1994, instancia en que perdieron la chance del ascenso ante Coquimbo Unido.
Ambos hermanos luego fueron contratados por Everton en 1996, por el presidente Jorge Castillo. Cuando llegaron a firmar sus contratos, este los confundió con camioneros y les pidió que movieran unas sillas.El paso por el equipo viñamarino duró una temporada. 
Para 1997, fueron fichados por Rangers, donde se titularon campeones del torneo de Apertura.
En el segundo semestre de 1997, los caminos de los hermanos Muñoz se separaron, luego de que Juan Carlos firmara por Deportes La Serena de la Primera División, en donde en su primera etapa jugó 15 partidos y marcó 3 goles. En el equipo granate, participó en la Copa Ciudad de La Serena 1998, un torneo amistoso internacional que contaba con la participación del conjunto local, los croatas Croatia Zagreb y Hajduk Split, el Ferencváros húngaro, Legia Warsaw polaco y Colo-Colo chileno. Al final del partido que enfrentó a Deportes La Serena y Croatia Zagreb, en el cual Muñoz marcó un gol, se tomó una foto con Robert Prosinečki,quien recomendó su fichaje a los dirigentes croatas, convirtiéndose Muñoz en el primer jugador chileno en el fútbol croata, a los 29 años.
Para el Croatia Zagreb, debutó marcando un gol contra el Hajduk Split, además de ganar tanto la Primera Liga como la Copa de Croacia 1997-98, pero luego de que su hija enfermara gravemente, debió regresar a su país natal, donde defendió la camiseta de Deportes La Serena hasta fines de la temporada 2001, donde se retiró.

## Clubes
| Club                      | País    | Año       |
| ------------------------- | ------- | --------- |
| Deportes Santa Cruz       | Chile   | 1986-1988 |
| Juventud Ferro            | Chile   | 1989      |
| Unión Veterana            | Chile   | 1990      |
| Colchagua CD              | Chile   | 1991-1995 |
| Everton                   | Chile   | 1996      |
| Rangers                   | Chile   | 1997      |
| Deportes La Serena        | Chile   | 1997-2001 |
| → Croatia Zagreb (cedido) | Croacia | 1998      |

## Palmarés

### Campeonatos nacionales
| Título          | Club           | País    | Año           |
| --------------- | -------------- | ------- | ------------- |
| Primera B       | Rangers        | Chile   | Apertura 1997 |
| Primera Liga    | Croatia Zagreb | Croacia | 1997-98       |
| Copa de Croacia | Croatia Zagreb | Croacia | 1997-98       |